# خالد بن عمر المرهون
الشيخ خالد بن عمر بن سعيد المرهون (9 يناير 1968 في صلالة، سلطنة عمان -) سياسي عُماني.
عـــدد الأبنــــــاء: ثلاثــة أبناء وإبنتان.
المؤهل العلمي: ماجستير في القانون الدولي من بريطانيا.
عُين معالي الشيخ خالد بن عمر المرهون وزيراً للخدمة المدنية في سلطنة عُمان بتاريخ 7/3/2011 وأستمر في موقعه لغاية 18/8/2020 وقد شهدت هذه الفترة نقلة نوعية في قطاع الخدمة المدنية، منها توحيد رواتب ومزايا القطاع المدني بالدولة بفضل توجيهات جلالة السلطان الراحل قابوس بن سعيد - طيب الله ثراه - والإرتقاء بالجوانب التأهيلية والتدريبية لكل العاملين بقطاع الخدمة المدنية في السلطنة، حيث شهدت فترة عمله كوزير للخدمة المدنية ورئيس لمجلس إدارة معهد الإدارة العامة إرتفاع كبير في البرامج التدريبية، العامة منها والخاصة للقيادات والموظفين بمختلف مستوياتهم الوظيفية والكثير من الندوات والملتقيات والبرامج التي نظمتها الوزارة والمعهد للإرتقاء بالعمل في وحدات الخدمة المدنية والأجهزة الأدارية المختلفة، إضافة إلى العديد من التعديلات التشريعية والتنظيمية في قطاع الخدمة المدنية والتي كان لمعالي الشيخ خالد المرهون إسهامات بارزة فيها، وعلى صعيد مجلس التعاون، كان صاحب فكرة إستحداث «وسام مجلس التعاون للخدمة المدنية والتنمية الادارية» لتكريم القيادات الإدارية المميزة في قطاعات الخدمة المدنية بدول مجلس التعاون، وكذلك كان له أدواراً هامة في تعزيز وتطوير العمل في المنظمة العربية للتنمية الادارية من خلال عضوية السلطنة في الجمعية العمومية والمجلس التنفيذي للمنظمة، وقد منحه جلالة السلطان الراحل قابوس بن سعيد - طيب الله ثراه - «وسام عمان المدني» في نوفمبر 2015م.
وقد تبؤء معالي الشيخ خالد بن عمر المرهون خلال مسيرتة العملية العديد من المواقع ومنها:
- وزير الخدمة المدنية من تاريخ 7/3/2011 إلى تاريخ 18/8/2020.
المجالس التي شارك بها بحكم موقعه كوزير للخدمة المدنية:
•عضو بمجلس الوزراء.
•نائبا لرئيس مجلس الخدمة الدنية.
•رئيس مجلس إدارة معهد الإدارة العامة.
•نائبا لرئيس مجلس إدارة صندوق تقاعد موظفي الخدمة الدنية.
• عضو مجلس التعليم.
• عضو مجلس الناقصات.
• عضو المجلس التنفيذي للمنظمة العربية للتنمية الدارية.
- عين بتاريخ 17/1/2011 مستشاراً سياسياً للأمين العام لمجلس التعاون لدول الخليج العربية.
- عين نائباً للأمين العام المساعد للشؤون السياسية بالأمانة العامة لمجلس التعاون لدول الخليج العربية بتاريخ 4/11/2009 وترأس خلالها قطاع الشؤون السياسية بالأمانة العامة.
- عين بدرجة وزير مفوض بقطاع الشؤون السياسية في الأمانة العامة لمجلس التعاون لدول الخليج العربية 1/7/2009.
- عمل كمحامٍ ومستشار قانوني خلال الفترة من 2005- 2009م ترافع خلالها أمام المحاكم والدوائر القضائية المختلفة في معظم مناطق السلطنة.
- أُنتخب عضواً بمجلس الشورى بالسلطنة خلال الفترة الرابعة 2000- 2003م. ترأس خلالها اللجنة القانونية بالمجلس.
- ترأس خلال عضويته بمجلس الشورى عدة لجان وفرق عمل معنية بدراسة مواضيع ذات طبيعة قانونية وإقتصادية وإجتماعية.
- ترأس الاتحاد العماني لكرة السلة خلال عامي 2004-2005م.
- عضو مجلس إدارة اللجنة الاولمبية العمانية خلال الفترة من 2003-2005م.
- عضو المكتب التنفيذي باللجنة الأولمبية من 2003-2005م.
وقبل ذلك عمل بوزارة الخارجية خلال الفترة من بداية العام 1991م إلى نهاية العام 2000م، عمل خلالها بالدائرة الآسيوية وسفارة السلطنة بمملكة البحرين والدائرة القانونية بالوزارة.
وقد شارك المرهون خلال مسيرتة العملية في عدد من القمم العربية وقمم دول مجلس التعاون والقمة الحكومية العالمية و العديد من إجتماعات المجلس الوزاري لدول مجلس التعاون وجامعة الدول العربية، و ترؤوسه وفد السلطنة في إجتماعات لجنة وزراء ورئساء أجهزة الخدمة المدنية بدول مجلس التعاون والجمعية العمومية والمجلس التنفيذي للمنظمة العربية للتنمية الإدارية. و المشاركة في العديد من المؤتمرات والإجتماعات والمنتديات والملتقيات ذات العلاقة بالشأن السياسي والقانوني والإقتصادي والإداري والبرلماني في السلطنة في عدد من الدول العربية والأسيوية والأوربية، بالإضافة إلى ترؤوسه العديد من اللجان الوزارية وغيرها من اللجان الفنية ذات العلاقة بمجالات عمله.